# Szabas Umajjir
Szabas Umajjir – miejscowość w Egipcie, w muhafazie Kafr asz-Szajch. W 2006 roku liczyła 22 962 mieszkańców.